# Pågatågen
Le Pågatågen est un réseau de trains de banlieue suédois de la région de Scanie, géré par Skånetrafiken. Les trains sont exploités par VR Sverige AB, filiale de la compagnie nationale finlandaise VR, qui gère également le service à bord. Pågatågen dessert notamment Malmö, Lund, Landskrona, Helsingborg, Ystad, Ängelholm, Kristianstad, Simrishamn et Höör. Depuis 2013, des lignes Pågatågen ont été créées à l'extérieur de la Scanie, vers Markaryd dans le comté de Kronoberg et Karlshamn dans le comté de Blekinge,, et depuis l'ouverture du tunnel d'Hallandsås en 2015 vers Laholm et Halmstad dans le comté de Halland.

En décembre 2018, Pågatåg Express a commencé à effectuer un voyage matinal de Malmö à Älmhult dans le comté de Kronoberg et vice versa l'après-midi. Une nouvelle voie double ouverte à la circulation en décembre 2024, qui comprend des gares modernisées à Maria, Ödåkra, Kattarp et Ängelholm. Cela permettra de réduire les temps de trajet entre Ängelholm et Helsingborg. Info trafic Scanie

## Terminologie
Lors de la création du réseau, il fut décidé de ne pas utiliser la dénomination standard « Pendeltåg », utilisée en Suède pour désigner les trains de banlieue. En effet, le service proposé par Skånetrafiken correspond plus à un hydride entre train de banlieue, et train régional, justifiant la nécessité de lui trouver un nom spécifique. C'est finalement le nom « Pågatågen » qui fut adopté, mot composé de « Påg », signifiant « garçon » en dialecte scane, et de « Tåg », signifiant « train » en suédois standard.
Si les premières rames du réseau, les X11, portaient toutes des noms d'hommes célèbres de Scanie, les nouvelles rames X61 introduites à partir de 2009 furent pour certaines nommées d'après des femmes, Skånetrafiken et certains médias utilisant alors le terme « Tösatåg » pour les désigner, « tös » signifiant « fille » dans le dialecte scane local. Cette appellation n'est toutefois pas utilisée dans la communication officielle, le nom Pågatågen restant le seul désignant l'ensemble du service et des rames.
Certains services rapides ne s'arrêtant qu'aux gares principales sont désignés sous le nom Pågatågen Express.